# Philippiques (Démosthène)
Pour les articles homonymes, voir Philippiques et Philippiques (Cicéron).
Les Philippiques (en grec ancien Κατὰ Φιλίππου / Katà Philippou, littéralement « Contre Philippe »), sont une série de quatre discours prononcés par l'orateur athénien Démosthène entre 351 et 341 dans lesquels il dresse une harangue contre Philippe II. Démosthène y dénonce les ambitions du roi de Macédoine. Il y critique avec véhémence la passivité des Athéniens, tout en éveillant chez eux des sentiments patriotiques. Ces discours marquent l'apogée de la rhétorique athénienne. Le terme « philippique » désigne de nos jours une exhortation belliqueuse.
Cette série de discours s'étale sur plusieurs années et sont empreints de références au contexte propre à chaque discours. Il existe quatre Philippiques : 
- la première Philippique, prononcée en -351 ;
- la deuxième Philippique, prononcée en -344-343 ;
- la troisième Philippique, prononcée en -341 ;
- la quatrième Philippique, probablement apocryphe, prononcée en -341.

## PremièrePhilippique

### Contexte
Depuis 357 av. J.-C., date à laquelle Philippe II s'est emparé d'Amphipolis, Athènes est formellement en état de guerre contre le roi de Macédoine. En 352, les troupes athéniennes s'opposent avec succès à Philippe aux Thermopyles. Mais, la même année l'armée macédonienne fait campagne en Thrace et remporte, durant la troisième guerre sacrée, une victoire décisive sur les Phocidiens en Thessalie. Ce fut un événement qui ébranla Démosthène au point qu'il qualifia Philippe de pire ennemi d'Athènes. À la même époque, le roi de Macédoine lance sa première attaque contre la  Ligue chalcidienne et s'empare de Stagire.

### Description
Démosthène exhorte les Athéniens à se préparer à la guerre contre la Macédoine. Il propose une réforme du théoricon, une allocation versée par l'État aux citoyens pauvres pour leur permettre d'assister aux représentations théâtrales ou d'accéder aux sanctuaires, afin que ses excédents aillent dans la caisse militaire, le stratioticon. Il encourage ses concitoyens en essayant de les convaincre que les défaites qu'ils subissent sont dues à leurs erreurs plus qu'à la compétence de Philippe. Il s'oppose à l'utilisation de mercenaires dans l'armée athénienne et propose la création d'une force militaire qui resterait en Macédoine et harcèlerait l'armée macédonienne. Malgré le style passionné de l'orateur, l'Ecclésia n'a pas épousé ses vues, obligeant Démosthène à répéter la même argumentation dans les Olynthiennes.

## DeuxièmePhilippique

### Contexte
En 346 av. J.-C., la paix de Philocrate conclut la troisième guerre sacrée. Démosthène tente alors de détacher le plus possible le Péloponnèse de l'influence macédonienne car la plupart des Péloponnésiens considèrent Philippe II comme le garant de leur indépendance et ne considèrent pas que la liberté des Grecs soit directement liée à la puissance athénienne, d'autant plus que les Athéniens sont alliés aux Spartiates. Ainsi, Philippe et certaines cités du Péloponnèse, dont Argos ainsi que la Messénie et l'Arcadie, envoient une ambassade conjointe à Athènes pour exprimer leurs griefs. La position des Athéniens est difficile à tenir, car ils souhaitent garder leur amitié avec Sparte mais en même temps éviter d'accuser Philippe d'avoir violé la paix de Philocrate.

### Description
En réponse aux plaintes des cités du Péloponnèse, Démosthène livre une attaque véhémente contre Philippe II et ses partisans athéniens. L'accusation la plus grave exprimée contre le roi de Macédoine est qu'il violerait les termes de la paix de Philocrate. Selon Démosthène, ses compatriotes ont été induits en erreur par les partisans de Philippe qui les ont convaincus que le roi de Macédoine sauverait les Phocidiens et humilierait Thèbes. Néanmoins, cette oraison n'est pas aussi passionnée que la première Philippique, Démosthène préférant adopter une politique prudente.

### Conséquences
Cette deuxième Philippique a pour conséquence, au printemps 336 av. J.-C., le rassemblement d'une force navale par Athènes dans le but d'empêcher Philippe II de conquérir les territoires autour de l'Hellespont, région stratégique car elle est le point de passage qui permet l'approvisionnement d'Athènes en denrées alimentaires. Philippe II envoie Parménion et Attale à la tête de 10 000 hommes pour s'emparer de cette région. Cette manœuvre est un succès pour les Athéniens qui parviennent à gêner les volontés expansionnistes de la Macédoine. Mais Démosthène est loin de s’imaginer l'ampleur que prendront les conquêtes macédoniennes avec le successeur de Philippe II, Alexandre le Grand.

## TroisièmePhilippique

### Contexte
La troisième Philippique a suivi de près le discours sur les Affaires de Chersonèse . Celui-ci a été prononcé vers mars 341 av. J.-C. Denys d'Halicarnasse et Didyme nous apprennent que la troisième Philippique a été prononcée sous le même archontat, soit avant la fin de juin de la même année. Mais nous constatons dans le discours, par les paroles même de l'orateur, qu'elle est antérieure à la libération d'Oraioi par les Athéniens.  Or, celle ci a eu lieu, d’après le témoignage de Philochore, au mois de juin. C'est par conséquent au mois de mai 341 qu'il convient de placer ce discours.
La situation générale est sensiblement la même que lors du précédent discours. Philippe II occupe Cardia en Chersonèse de Thrace, menaçant Byzance qui est pourtant encore son alliée. De plus, il installe des tyrans en Eubée, presque aux portes d'Athènes. En face de ce danger grandissant, Démosthène voit la nécessité d'obtenir du peuple un nouvel effort et surtout de lui faire sentir la gravité de la menace. Il apporte donc à la fois une proposition précise et des avertissements pressants. La proposition est formulée dans un projet de décret, annoncé vers la fin du discours, mais dont le texte ne nous est pas parvenu. On peut supposer, d'après ce qui en est dit par l'orateur, qu'il demande la formation d'un flotte et d'une armée, en somme une contribution extraordinaire, et aussi l'envoi de députés dans le Péloponnèse, à Chios, à Rhodes et même auprès du roi de Perse. Ce n'est pas encore la déclaration de guerre, mais cela en est la préparation. L'essentiel du discours étant constituée d'avertissements et d'admonestations véhémentes. L'idée qui domine c'est que face à l'ambition de Philippe II, les Grecs doivent s'unir pour défendre la liberté, une initiative qui ne peut venir que d'Athènes. Jamais Démosthène n'a encore dégagé aussi nettement les pensées directrices de sa politique et ne les a développées avec autant de force.

### Description
La troisième Philippique est considérée comme étant le discours de Démosthène ayant le plus d'ampleur. C'est une harangue politique dans la plénitude de sa force, nourrie de faits qu'il interprète et commente. On y observe une sincérité ardente du patriote inquiet qui voit l'imminence du danger, les avantages de l'adversaire, l'affaiblissement des volontés autour de lui, les difficultés intérieures et extérieures. Démosthène veut compter sur le réveil des consciences. Pour cela, il évoque plusieurs sujets susceptibles de réveiller les consciences des Athéniens. Par exemple, il met en avant la tradition grecque et les gloires passées, en particulier des Athéniens. À cela il oppose l'immoralité de Philippe II, indigne à ses yeux d'être un Grec. Il se permet également des remarques véhémentes sur ce qu'il considère comme l'avilissement des Grecs.
Par ce discours, Démosthène entend montrer aux Athéniens que la seule porte de sortie pour échapper au gouffre dans lequel ils semblent tomber, c'est de combattre Philippe. Dans le cas contraire, la chute serait inévitable. Il se fait donc également prédicateur pour pousser à l'action. S'ajoutent donc aux pensées, les sentiments : amour de la liberté, sens de l’honneur, appel aux plus nobles traditions, mais aussi tristesse devant l'inaction flagrante.

## QuatrièmePhilippique
La quatrième Philippique serait apocryphe. Sa réalisation est souvent attribuée à Anaximène de Lampsaque, contemporain de Démosthène, qui a écrit des dialogues et des discours imaginaires de personnages réels. S'il s'agissait d'un véritable discours de Démosthène, il est probable qu'il ait été publié sous forme de pamphlet plutôt que sous forme de discours. Dans cette quatrième Philippique, Démosthène demande à Athènes d'envoyer une ambassade aux Perses afin que ceux-ci donnent de l'argent en prévision d'une guerre contre la Macédoine ; mais les Perses rejettent cette ambassade. Cette Philippique comprend deux passages importants copiés des discours antérieurs de Démosthène (Sur les affaires de Chersonèse et Deuxième Philippique), ce qui conduit à des doutes sur sa paternité.

### Traductions
Les Philippiques ont été traduites en français par Jean Lalemant en 1549 et par Louis Le Roy (1555) qui traduit également Les Olynthiennes (1551). En espagnol une traduction du discours Sur la Couronne a été faite par Pedro Simón Abril (1595). En italien les traductions des discours de Démosthène sont plus nombreuses : Felice Figliucci, notamment, fait une paraphrase des Philippiques, des Olynthiennes et du discours Sur les affaires de Chersonèse (1550). Les traductions françaises les plus importantes sont :
- Les Philippiques, expliquées, annotées et revues pour la traduction française par M. Lemoine et E. Sommer, 1851.
- Harangues, tomes I et II, texte établi et traduit par Maurice Croiset, Les Belles Lettres, 1924-1925.